# Takayuki Kishimoto
Takayuki Kishimoto (岸本 鷹幸?, Kishimoto Takayuki; Mutsu, 6 maggio 1990) è un ostacolista giapponese.

## Palmarès
| Anno | Manifestazione      | Sede     | Evento   | Risultato  | Prestazione | Note |
| ---- | ------------------- | -------- | -------- | ---------- | ----------- | ---- |
| 2011 | Campionati asiatici | Kōbe     | 400 m hs | Finale     | dq          |      |
| 2011 | Universiadi         | Shenzen  | 400 m hs | Argento    | 49"52       |      |
| 2011 | Mondiali            | Taegu    | 400 m hs | Semifinale | 50"05       |      |
| 2012 | Giochi olimpici     | Londra   | 400 m hs | Batteria   | dq          |      |
| 2013 | Mondiali            | Mosca    | 400 m hs | Semifinale | dq          |      |
| 2014 | Giochi asiatici     | Incheon  | 400 m hs | Argento    | 49"81       |      |
| 2015 | Mondiali            | Pechino  | 400 m hs | Batteria   | 49"78       |      |
| 2018 | Giochi asiatici     | Giacarta | 400 m hs | Semifinale | 50"95       |      |
| 2022 | Mondiali            | Eugene   | 400 m hs | Batteria   | 50"66       |      |
| 2023 | Mondiali            | Budapest | 400 m hs | Batteria   | 50"90       |      |

## Altre competizioni internazionali
2014
- 6º in Coppa continentale ( Marrakech), 400 m hs - 49"78